# Strage di Acteal
La strage di Acteal fu un eccidio di 45 persone, in maggioranza donne e bambini commesso nel piccolo villaggio indigeno di Acteal, nella municipalità di Chenalhó, nello Stato messicano del Chiapas, il 22 dicembre 1997, da parte del gruppo paramilitare Mascara Roja (Maschera rossa) che colpirono gli abitanti del villaggio riuniti in chiesa mentre celebravano Messa. Il massacro colpì la comunità pacifista indigena Tzotzil de "Las Abejas" (Le Api).
La strage fu uno degli episodi più efferati della guerra fra governo messicano e zapatisti. Il governo messicano relegò il massacro a un semplice conflitto etnico fra comunità, ma i ribelli e i gruppi difensori dei diritti umani considerarono l'atto come frutto di una strategia governativa volta a isolare e scoraggiare con il terrore le comunità filozapatiste, con l'obiettivo di costringere gli insorti a cedere le armi e trattare. Il crimine è stato ufficialmente giudicato, ma diverse fonti legali ritengono che la procedura giudiziaria e di polizia fosse altamente inadeguata, per cui la comunità indigena continua a chiedere garanzie di giustizia certa.
Diverse fonti giornalistiche accusarono direttamente i comandanti dell'esercito di aver collaborato al massacro, affermando che ad esempio i vari bossoli ritrovati sulla scena del crimine corrispondevano a quelli in uso nelle armi esclusive dell'esercito, così come varie testimonianze secondo cui i comandanti militari avrebbero armato civili, incitandoli a compiere la strage.
L'ex presidente messicano Ernesto Zedillo fu citato dinanzi alla Commissione Interamericana per i Diritti Umani (CIDH) per crimini contro l'umanità. Il gruppo "Las Abejas" però si dissociò dalla causa, sostenendo che i querelanti anonimi erano sostenitori del Partito di Azione Nazionale o lo stesso ex presidente Carlos Salinas, con il quale mantiene una seria rivalità, e che il processo sarebbe stato portato avanti per mere questioni politiche.
Dopo le azioni di Acteal, 26 indigeni furono accusati di aver commesso la strage, dopo essere stati identificati dai parenti delle vittime come autori del crimini. Gli imputati chiesero un processo di amparo costituzionale, concesso a 20 di loro il 12 agosto 2009 dalla Corte Suprema di Giustizia messicana. Il processo fu attuato sotto l'ipotesi che la Procura Generale della Repubblica (a quel tempo guidata da Jorge Madrazo Cuellar) avesse falsificato prove per incriminare gli imputati.

## Storia
Negli anni Novanta in Messico era in corso un conflitto a bassa intensità combattuto fra l’esercito messicano affiancato da alcuni gruppi paramilitari e l'Esercito Zapatista di Liberazione Nazionale (EZLN), un gruppo indigeno che nel gennaio del 1994 si era sollevato in armi per chiedere condizioni di vita migliori per le comunità indigene del Chiapas. Nel 1994 l'esercito zapatista fece irruzione nella scena internazionale attraverso alcune azioni militari, che culminarono in un cessate il fuoco spesso violato. Il governo messicano iniziò a sovvenzionare bande armate che con qualsiasi mezzo riuscissero a eliminare il supporto agli zapatisti.
In questo contesto la comunità indigena "Las Abejas" nacque seguendo il lavoro della diocesi guidata dal vescovo Don Samuel Ruiz, il Tatik (padre, in tzeltal) degli indigeni. La comunità era sorta nel 1992, dopo un episodio che vide la detenzione e dell'incarcerazione di 5 indigeni tzotzili della comunità di Chenalhó, accusati della morte di un uomo, delle ferite riportate dai due fratelli di quest'ultimo e lo stupro delle tre mogli, in seguito a una disputa su alcuni terreni. La comunità protestò contro l'accusa e formò il gruppo per difendere i diritti delle popolazioni indigene.
Tuttavia, le milizie paramilitari filo governative iniziarono pochi anni dopo una campagna di terrore per allontanare e impedire le attività di qualsiasi gruppo a sostegno dei diritti civili nella regione. A Chenalhó, un dipartimento rurale del Chiapas, gli sfollamenti forzati di massa erano già iniziati nell'autunno del 1997. Fra novembre e dicembre migliaia di persone furono costrette ad abbandonare le proprie case. In quei mesi, dopo un ennesimo sfollamento che portò alla fuga di 300 indigeni, questi ultimi si stabilirono nella località di Acteal. La comunità del villaggio simpatizzava con gli zapatisti, ma seguiva ideali pacifisti e sosteneva una soluzione negoziata al conflitto, rifiutando la scelta della lotta armata.
Con l'aumentare delle violenze a dicembre, Don Alonso, un sacerdote cattolico locale aderente alla teologia della liberazione, invocò una veglia di tre giorni per resistere contro la sofferenza. La situazione stava rapidamente peggiorando: nuvole di fumo si sprigionavano dai villaggi vicini, così come il rumore dei colpi di arma da fuoco. Dal 20 dicembre al 22, centinaia di persone in fuga dalle comunità di Los Chorros, Pechquil e Yabteclum si rifugiarono ad Acteal, aumentando il numero di campesinos sfollati radunati nel villaggio. La veglia sarebbe servita per affrontare i problemi degli sfollato e pregare.
Verso la mezzanotte del 22 dicembre, un uomo raggiunse Acteal avvertendo che un gruppo di paramilitari sarebbe arrivato al villaggio la mattina seguente e bisognava fuggire e nascondersi. I suoi avvertimenti non servirono a nulla. Sotto la guida di don Alonso, che aveva fede nel fatto che Dio li avrebbe protetti nei tempi bui, e che riconosceva che c'erano pochi posti in cui avrebbero potuto fuggire, gli abitanti del villaggio decisero di rimanere la notte e aspettare la mattina seguente.
Nel frattempo, fra i 60 e i 2000 paramilitari avevano circondarono il villaggio di Acteal. Gli abitanti stavano celebrando Messa nella chiesa del villaggio, quando i paramilitari aprirono il fuoco contro l'edificio. Le persone fuggirono all'esterno, e alcune si gettarono in una scarpata per fuggire e nascondersi. I paramilitari continuarono a sparare sui sopravvissuti, entrando casa per casa e giustiziando arbitrariamente chiunque incontrassero. Le testimonianze di chi riuscì a fuggire indicano come i paramilitari non ebbero alcuna pietà degli abitanti. Alcuni ragazzini, fra cui il figlio quattordicenne dei Don Alsoso, trovarono rifugio in una scarpata sotto al villaggio assistendo all'esecuzione dei propri cari. Una donna si finse morta e riuscì a vedere come i paramilitari, dopo aver sparato alle persone, le finissero con un colpo alla testa per assicurarsi della loro morte. I paramilitari sventrarono anche le donne incinte incontrate, per tirare fuori il feto e ucciderli. Dopo sette ore di inseguimenti, i paramilitari, convinti di aver eliminato tutti gli abitanti superstiti, ritornarono al villaggio.
Alcune dozzine di sopravvissuti raggiunsero la base zapatista più vicina. Gli zapatisti inviarono una squadra di soccorso per cercare ulteriori sopravvissuti nel villaggio. All'indomani del massacro, 10.500 profughi del comune di Chenalhó, fuggirono nella comunità di Polho, dichiarata dagli zapatisti "comune autonomo in ribellione".

## Conseguenze
La strage provocò sdegno a livello internazionale. In Italia, l'8 giugno del 1998, il parlamentare Ramon Mantovani promosse un'interrogazione sui fatti di Acteal, discutendone alla Camera.
Nell'immediato il governo cercò di minimizzare l'accaduto relegandolo a semplice "violenza fra comunità" alla quale lo Stato non era in alcun modo legato, e cercando di nascondere le prove della strage. Inoltre, anziché cercare i responsabili, il governo inizialmente diede la colpa agli zapatisti.
Tuttavia, l'allora presidente Ernesto Zedillo, reagendo all'indignazione internazionale per le uccisioni, ordinò un'indagine aggressiva. Quello che i pubblici ministeri scoprirono fu però sconvolgente: anche se i funzionari del governo locale e la polizia non aveva partecipato direttamente al massacro, si scoprì che erano a conoscenza di quanto stava succedendo e decisero di non intervenire. Dopo il massacro la polizia offrì il suo aiuto per insabbiare la strage, occultando i cadaveri e nascondendo i responsabili sulle proprie camionette, ma furono scoperti quando centinaia di persone delle comunità vicine accorsero ad Acteal, circondarono gli agenti e costrinsero i paramilitari ad uscire allo scoperto. Ci furono decine di arresti, ma nella quasi totalità dei casi gli accusati si dimostrarono innocenti ai fatti o riuscirono a fuggire alle condanne.
Un anno dopo, in occasione dell'anniversario del massacro, si svolse un importante pellegrinaggio seguito da una Messa ad Acteal. Circa 88 residenti locali appartenenti a gruppi paramilitari furono accusati del massacro, ma più di 32 persone apertamente coinvolte nel massacro restarono libere di circolare, anche nelle comunità dove trovarono rifugio i sopravvissuti alla strage. La Commissione Nazionale per i Diritti Umani del governo messicano dichiarò che durante il massacro erano presenti più di 17 funzionari statali, ma nessuno fu perseguito.
Un rapporto stilato dall'organizzazione Human Rights Watch due anni dopo rivelò che 169 persone furono arrestate sotto la pressione internazionale, ma che quasi tutte le persone incarcerate erano seguaci paramilitari di basso livello. Al 2014, solo due degli assassini originari sono rimasti in prigione. Il governo inoltre, si legge nel rapporto, non avrebbe mai accusato formalmente le milizie pro governative, ma avrebbe condotto una campagna aggressiva nei confronti degli zapatisti e degli osservatori internazionali presenti nella regione.
Nel 2017, i membri della comunità Las Abejas ed alcuni dei sopravvissuti alla strage hanno incontrato a San Cristobal de Las Casas Victoria Tauli Corpus, relatrice speciale ONU per i diritti dei popoli indigeni, consegnandole una lettera nella quale denunciavano l'impunità della quale godono tuttora i responsabili del massacro con la complicità del governo messicano.
Ad oggi molti degli esecutori materiali della strage sono ancora impuniti e circolano nelle zone dove fu compiuto il massacro. L'impunità ha anche permesso a questi gruppi di evolversi in gruppi "neoparamilitari", ossia bande criminali che si vendono a grandi proprietari terrieri, narcotrafficanti e politici locali interessati all'estrazione delle risorse o al controllo dei corridoi geografici.

## Elenco delle vittime
| Nome                       | Età         |
| -------------------------- | ----------- |
| Lucía Méndez Capote        | 13          |
| Vicente Méndez Capote      | 5           |
| Manuel Santiz Culebra      | 57          |
| Loida Ruiz Gómez           | 21          |
| Victorio Vázquez Gómez     | 22          |
| Graciela Gómez Hernández   | 3           |
| Guadalupe Gómez Hernández  | 2           |
| Roselina Gómez Hernández   | 5           |
| Miguel Pérez Jiménez       | 40          |
| Antonia Vázquez Luna       | 27          |
| Rosa Vázquez Luna          | 14          |
| Verónica Vázquez Luna      | 20          |
| Margarita Vázquez Luna     | 3           |
| Juana Vázquez Luna         | 8 mesi      |
| Ignacio Pukuj Luna         | sconosciuta |
| Micaela Pukuj Luna         | 67          |
| Alejandro Pérez Luna       | 16          |
| Juana Pérez Luna           | 9           |
| Silvia Pérez Luna          | 6           |
| María Luna Méndez          | 44          |
| Manuela Paciencia Moreno   | 35          |
| María Pérez Oyalte         | 42          |
| Margarita Méndez Paciencia | 23          |
| Daniel Gómez Pérez         | 24          |
| Susana Jiménez Pérez       | 17          |
| Josefa Vázquez Pérez       | 27          |
| María Capote Pérez         | 16          |
| Martha Capote Pérez        | 12          |
| Micaela Vázquez Pérez      | 9           |
| Juana Gómez Pérez          | 61          |
| Juan Carlos Luna Pérez     | 1           |
| Antonia Vázquez Pérez      | 30          |
| Lorenzo Gómez Pérez        | 46          |
| Sebastián Gómez Pérez      | 9           |
| Daniel Gómez Pérez         | 24          |
| Juana Pérez Pérez          | 33          |
| Rosa Pérez Pérez           | 33          |
| Marcela Luna Ruiz          | 35          |
| María Gómez Ruiz           | 23          |
| Catarina Luna Ruiz         | 31          |
| Marcela Capote Ruiz        | 29          |
| Marcela Capote Vázquez     | 15          |
| Paulina Hernández Vázquez  | 22          |
| Juana Luna Vázquez         | 45          |
| Alonso Vázquez Gómez       | 46          |